# 32277 Helenliu
32277 Helenliu este o planetă minoră (asteroid), cu un diametru de 5,141 km, din centura de asteroizi. A fost descoperită pe 1 august 2000 la Experimental Test Site⁠(d) de Lincoln Near-Earth Asteroid Research. 
Obiectul prezintă o orbită caracterizată de o semiaxă mare de 2,5646871 UAi, o excentricitate de 0,19, o înclinație de 3,09773 ° în raport cu ecliptica.